# Phillimon Chipeta
Phillimon Chipeta (Lusaka, 2 febbraio 1981) è un ex calciatore zambiano, di ruolo attaccante.

## Carriera

### Nazionale
Ha debuttato in Nazionale il 1º marzo 2000, nell'amichevole Zambia-Lesotho (2-0), subentrando a Chanda Mwape all'inizio del secondo tempo. Ha messo a segno la sua prima rete con la maglia della Nazionale l'8 ottobre 2000, in Namibia-Zambia (1-2), siglando la rete del definitivo 1-2 al minuto 81. Ha partecipato, con la Nazionale, 8 presenze e una rete.

## Palmarès

### Club

#### Competizioni nazionali
- Campionato malese di calcio: 1

Perlis: 2005
- Campionato siriano di calcio: 1

Al-Jaish: 2009-2010
- Coppa di Malesia: 1

Perlis: 2004